# Décomposition de Cartan
En mathématiques, la décomposition de Cartan d'un groupe de Lie ou d'une algèbre de Lie semi-simple joue un rôle important dans l'étude de leur structure et de leurs représentations. Elle généralise la décomposition polaire du groupe linéaire.  Son origine peut être tracée dans les travaux effectués dans années 1880 par Élie Cartan et Wilhelm Killing
.